# Ödets man
Ödets man är en svensk dramafilm från 1924 i regi av John Lindlöf. 

## Om filmen
Filmen premiärvisades 8 december 1924 i Stockholm. Filmen spelades in i Nykvarn, Gimo, Dalälven och Stockholm av Gustav A. Gustafson. I samband med arbetet på några kompletteringstagningar av en brandscen inför filmens försäljning till utlandet omkom stuntmanen Nils Elffors.

## Rollista
- Uno Henning – Sten Stark
- Inga Tidblad – Syster Vivian
- Thor Christiernsson – Patron Berg
- Tottan Skantze – Lucy, hans dotter
- Thor Modéen – Sivert, godsägare
- Knut Lambert – Monsieur Vernau
- Gabriel Alw – Loft, ingenjör
- Wilhelm Berndtson – Veman, kamrer
- Thure Holm – Flam, professor
- Sven Ingels